# Hyperaeschra bilobata
Hyperaeschra bilobata är en fjärilsart som beskrevs av Charles Oberthür. Hyperaeschra bilobata ingår i släktet Hyperaeschra och familjen tandspinnare. Inga underarter finns listade i Catalogue of Life.